# GPT-4o
A GPT-4o (GPT-4 omni) egy többnyelvű, multimodális GPT (Generative Pre-trained Transformer), az OpenAI ChatGPT sorozata ötödik tagja.
A GPT-4o a GPT-4 továbbfejlesztett változata, bemutatása újabb minőségi ugrást hozott az MI történetében.

## Név és bevezetés
Az új generatív továbbfejlesztett modell nevének végén a GPT-4-es után az „o” az „omni” rövidítése, ami arra utal, hogy a modell elődjénél "magabiztosabb" a beszéd, a fordítás és a képalkotás területén egyaránt.
A GPT-4o a bemutatását követő hetekben iteratívan, fokozatosan került bevezetésre a vállalat fejlesztői és fogyasztói termékeiben. Bemutatásától kezdve a GPT-4o vette át a ChatGPT "meghajtását".

## Bemutató
A GPT-4o 2024. május 13-án mutatkozott be a közönségnek. Az OpenAI élőben közvetített, livestreamelt bemutatója során technológiai vezetője (CTO), Mira Murati mutatta be az új modellt.
Kiderült, hogy a modell több mint 50 nyelvet támogat, ami lefedi a beszélők több mint 97 százalékát. Murati úgy illusztrálta a modell többnyelvűségét, hogy olaszul beszélt a modellhez, amit az angolra fordított, majd viszont, angolról olaszra fordított a GPT-4o, s mindezt tette természetes, vonzó női hangon. (Kérésre, "csak a játék kedvéért" beszélt kicsit elváltoztatott gépi, "robothangon" is a bemutató során.)
Az új modell bemutatóján a felhasználók kérdéseket tehettek fel a GPT-4o-nak, válasza közben akár meg is szakíthatták. A GPT-4o „valós idejű” reakciókészséget mutatott, a felhasználó hangjának árnyalataira is képes volt reagálni, arra válaszul „különböző érzelmi stílusú” hangokat generált (beleértve az éneklést is).

## Rekorderedmények
Az OpenAI API-jában és a Microsoft Azure OpenAI szolgáltatásában a GPT-4o kétszer olyan gyors volt, mint a GPT-4, miközben csak feleannyiba került annál, ugyanakkor magasabb sebességhatárokkal rendelkezett, mint a GPT-4 Turbo. A továbbfejlesztett chatbot már a bemutató időpontjától térítésmentesen elérhető volt a ChatGPT díjmentes szintjén, valamint az OpenAI prémium ChatGPT Plus és ChatGPT Team csomagjai előfizetői számára, gyakorlatilag a GPT-4o minden felhasználó számára ingyenesen került a piacra.
A GPT-4o bemutatásakor az addigi legmagasabb teljesítményt nyújtotta a multimodalitási-; tehát a hang-, a többnyelvűség és a képalkotás összehasonlítási teszteken. Ezeket az új rekordokat a hangalapú beszédfelismerés, a fordítás és a vizualitás terén állította be az új modell, ezzel az OpenAI nagy lépést tett az oldottabb, kötetlenebb, felhasználóbarátabb imidzs megteremtése irányba. A GPT-4o 88,7 pontos eredményt ért el az MMLU benchmarkingjában, szemben a GPT-4 86,5 pontjával. A Kaliforniai Egyetem (Berkeley) által vezetett Large Model Systems Organization (LMSYS) Élő-pontrendszer alapú Arena Benchmarkban bemutatása idején a GPT-4o volt a vezető modell.